# М'ягке-Колонія
М'ягке-Колонія (пол. Miętkie-Kolonia, Ментке-Колонія) — село в Польщі, у гміні Мірче Грубешівського повіту Люблінського воєводства. Населення — 222 особи (2011).

## Історія
Після окупації Холмщини в 1919 р. польський уряд проводив польську колонізацію.
У 1975—1998 роках село належало до Замойського воєводства.

## Демографія
Демографічна структура станом на 31 березня 2011 року:
|          | Загалом | Допрацездатний вік | Працездатний вік | Постпрацездатний вік |
| -------- | ------- | ------------------ | ---------------- | -------------------- |
| Чоловіки | 118     | 19                 | 79               | 20                   |
| Жінки    | 104     | 19                 | 48               | 37                   |
| Разом    | 222     | 38                 | 127              | 57                   |